# Pseudeusemia aroensis
Pseudeusemia aroensis är en fjärilsart som beskrevs av Rothschild 1904. Pseudeusemia aroensis ingår i släktet Pseudeusemia och familjen mätare. Inga underarter finns listade i Catalogue of Life.